# 大地のファンファーレ
『NHK北海道発スペシャルドラマ 大地のファンファーレ』（エヌエイチケイほっかいどうはつスペシャルドラマ だいちのファンファーレ）は、2012年2月17日 - 24日の20時00分 - 20時45分に北海道ブロックで放送されたNHK札幌・帯広 両放送局制作のテレビドラマ。前編・後編の全2回。
同年2月25日19時00分 - 20時30分にはBSプレミアム（前後編を連続放送）で、同年3月13日・20日には総合テレビでそれぞれ全国放送された。
なお、北海道ブロックとBSプレミアムでの放送分では、5.1chサラウンドの音声で放送。全国地上波放送分はステレオ放送である。字幕放送は北海道ローカル放送は非対応でBSプレミアムと総合テレビ全国放送分で実施。

## 概要
2012年現在、公営競技（地方競馬）としては北海道帯広市だけで行われているばんえい競馬（ばんえい十勝）を舞台に、一人の新人騎手の成長と葛藤、周囲の人々との触れあいを描く。
NHK札幌放送局にとっては、2007年の『雪あかりの街』以来5年ぶりのスペシャルドラマとなる。製作には、地元の帯広放送局も共同で名を連ねている。主演を務める高良健吾と寺脇康文はともに、2011年に共演した連続テレビ小説『おひさま』以来のNHKドラマ出演となる。

## サブタイトル
- 前編「出走!」
- 後編「人馬一体」

## キャスト
- 北村俊平：高良健吾
- 倉橋祐二：寺脇康文
- 吉野早紀：蓮佛美沙子
- 武井繁治：杉本哲太
- 穂積トヨ：赤木春恵
- 森山優斗：柄本佑
- 吉野厚子：古村比呂

ほか

## スタッフ
- 作：山本むつみ
- 音楽：村松崇継
- 演奏：札幌交響楽団
- 指揮：竹本泰蔵
- 写真撮影：山岸伸
- 制作統括：松尾雅隆
- 演出：陸田元一